# Museum der Vučedol-Kultur

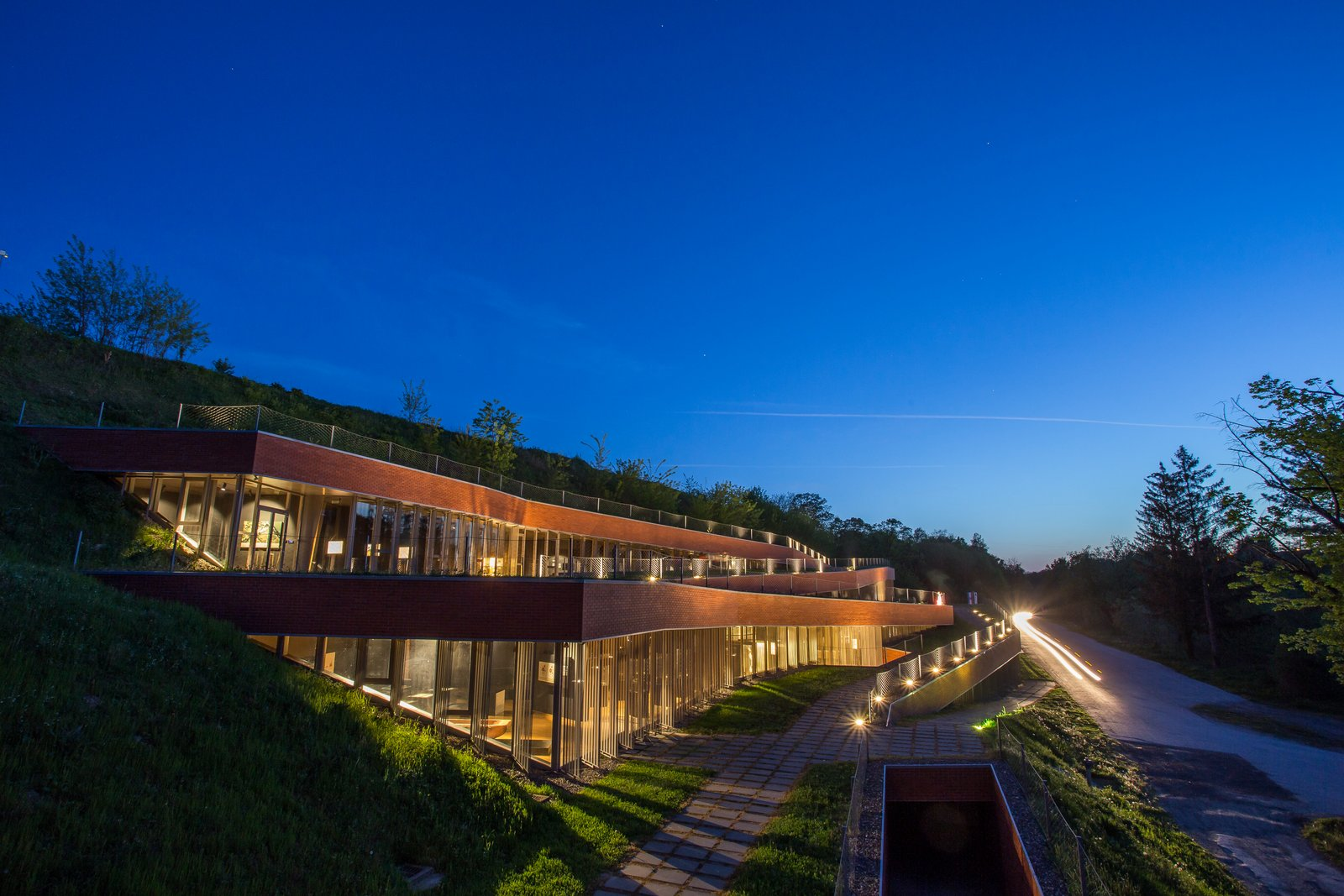
Museum der Vučedol-Kultur

Das Museum der Vučedol-Kultur (kroatisch Muzej vučedolske kulture) ist ein 2015 gegründetes Museum im Nordosten Kroatiens, das sich ausschließlich mit der namensgebenden Kultur befasst. Es wurde bei Vukovar (Vučedol 252) in Vučedol gegründet, einer archäologischen Fundstätte, die wiederum der spätneolithischen Kultur ihren Namen gab. 
Die 1897 erstmals untersuchte Fundstätte am rechten Ufer der Donau liegt rund 4 km flussabwärts von Vukovar. Eine erste Besiedlung lässt sich um 6000 v. Chr. nachweisen, die Vučedol-Kultur bestand um 3000 bis 2200 v. Chr. Das Museum wurde unterhalb des Berges errichtet, auf dem sich die Grabungsstätte befindet.
Das Haus umfasst eine Bibliothek und 19 Ausstellungsräume.